# Achille Varzi

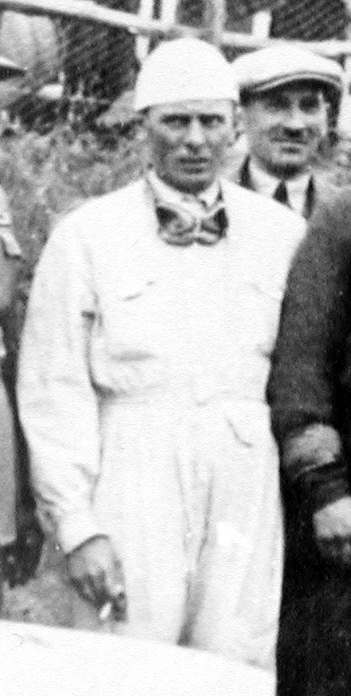
Achille Varzi

Achille Varzi (n. 8 august 1904 - d. 1 iulie 1948) a fost un pilot de curse auto din Italia.